# Panstenon
Panstenon is een geslacht van vliesvleugeligen uit de familie Pteromalidae. De wetenschappelijke naam van dit geslacht is voor het eerst geldig gepubliceerd in 1846 door Walker.

## Soorten
Het geslacht Panstenon omvat de volgende soorten:
- Panstenon agylla (Walker, 1850)
- Panstenon annuliforme Xiao & Huang, 2000
- Panstenon australe Girault, 1913
- Panstenon australiense Girault, 1913
- Panstenon bellicosum Girault, 1913
- Panstenon bengalense Narendran & Girish Kumar, 2009
- Panstenon clarum Girault, 1915
- Panstenon collare Boucek, 1976
- Panstenon gracile Girault, 1913
- Panstenon impube Xiao & Huang, 2000
- Panstenon lankaense Sureshan, 2007
- Panstenon oxylus (Walker, 1839)
- Panstenon poaphilum Heydon, 1992
- Panstenon valleculare Xiao & Huang, 2000